# Hans Jürgen Refior
Hans Jürgen Refior (* 12. März 1938 in Berlin; † 9. November 2024) war ein deutscher Orthopäde und Hochschullehrer.

## Leben
Als Sohn von Oberst i. G. Hans Refior studierte Refior von 1957 bis 1962 an der Albert-Ludwigs-Universität Freiburg, der Ludwig-Maximilians-Universität München und der Universität Hamburg Medizin. 1958 wurde er Mitglied des Corps Palatia-Guestphalia. 1963 promovierte er mit einer Arbeit bei Ludwig Zukschwerdt in Hamburg zum Dr. med. Nachdem er Medizinalassistent in Hamburg, München und Berlin gewesen war, arbeitete er von 1963 bis 1966 in der  Allgemein- und Unfallchirurgie vom Bethanien (Berlin). Für die orthopädische Ausbildung ging er zu Günther Friedebold (1920–1994) am Oskar-Helene-Heim in Berlin und zu Alfred Nikolaus Witt in München. 1969 wurde er Facharzt für Orthopädie. 1970/71 war er als Restant und Stabsarzt am Bundeswehrkrankenhaus München. Seit 1973 habilitierter Oberarzt, wurde er 1979 a.o. Professor an der LMU. Im Oktober desselben Jahres berief ihn die Medizinische Hochschule Hannover als C4-Professor für Orthopädie. 1980 wurde er Direktor der Orthopädischen Klinik im Annastift (Hannover). 1986 folgte er dem  Ruf der LMU auf den orthopädischen Lehrstuhl; damit war er Direktor der Orthopädischen Universitätsklinik im Klinikum Großhadern. Bis Dezember 1996 war er zugleich Direktor der Staatlich-Orthopädischen Klinik München. Am 30. September 2003 wurde er emeritiert.

## Ehrungen
- Hans-Liniger-Preis der  Deutschen Gesellschaft für Unfallheilkunde
- Ehrenmitglied der Ungarischen Gesellschaft für Orthopädie und Traumatologie
- Ehrenmitglied der Assoziation Rheumaorthopädie (ARO)
- Ehrenmitglied der Deutschen Vereinigung für Schulter- und Ellenbogenchirurgie